# Domenico Amoroso
Domenico Amoroso (Messina, 24 ottobre 1927 – Trapani, 18 agosto 1997) è stato un vescovo cattolico italiano.

## Biografia
Fu ordinato sacerdote il 29 giugno 1954 nella cattedrale del Santissimo Salvatore a Messina da Guido Tonetti, coadiutore dell'arcivescovo Angelo Paino. Il successivo 19 novembre prese i voti religiosi presso i salesiani.
Dopo aver completato gli studi teologici presso la Pontificia Università Salesiana, conseguendone i gradi accademici, si laureò in Storia della Chiesa presso la Pontificia Università Gregoriana e si specializzò in Teologia Sacramentaria presso la Pontificia Università Lateranense.
Dal 1963 al 1986 insegnò presso la Facoltà Teologica "San Tommaso" di Messina.
Il 2 settembre 1981 fu eletto vescovo titolare di Utina e ausiliare dell'arcivescovo Ignazio Cannavò; ricevette la consacrazione episcopale dal cardinale Salvatore Pappalardo nella basilica cattedrale di Messina il 24 ottobre 1981.
L'8 settembre 1988 fu nominato vescovo di Trapani, dove rimase fino alla morte.
Fu presidente della Commissione Episcopale per la Liturgia della CEI e delegato della CEI per la Liturgia in Sicilia.
Il suo corpo riposa nella cappella Peirce, nel Cimitero monumentale di Messina.

## Attività pastorale
Durante la sua permanenza presso la diocesi di Trapani, prestò una particolare attenzione ai giovani, coerentemente con la vocazione dei salesiani, e aprì un centro di prima accoglienza presso l'ex convento Badia Grande.
Presso la chiesa madre di Trapani, la protobasilica cattedrale di San Lorenzo, avviò l'adeguamento degli spazi liturgici alle riforme del Concilio Vaticano II, e commissionò i lavori alla cattedra, all'ambone, al ciborio, all'altare, al fonte battesimale ed al cero pasquale.

## Lettere pastorali
- Per un volto più credibile di Chiesa - Quaresima 1990
- Da Gerusalemme a Gerico con il Buon Samaritano - Pasqua 1991
- Evangelizziamo ed educhiamo la Carità - 1992
- Educhiamo i giovani alla fede - Avvento 1992
- Meditazione sulla Chiesa - 24 ottobre 1993
- Farsi tutto a tutti per portare tutti a Cristo - Avvento 1994
- Dovete rinascere dall'alto - Settembre 1995
- Ignoranza delle scritture ignoranza di Cristo (San Girolamo) - Pentecoste 1995
- Lettera aperta a tutti i religiosi religiose e fedeli a due giorni prima dalla morte - 16 agosto 1997

## Genealogia episcopale
La genealogia episcopale è:
- Cardinale Scipione Rebiba
- Cardinale Giulio Antonio Santori
- Cardinale Girolamo Bernerio, O.P.
- Arcivescovo Galeazzo Sanvitale
- Cardinale Ludovico Ludovisi
- Cardinale Luigi Caetani
- Cardinale Ulderico Carpegna
- Cardinale Paluzzo Paluzzi Altieri degli Albertoni
- Papa Benedetto XIII
- Papa Benedetto XIV
- Papa Clemente XIII
- Cardinale Marcantonio Colonna
- Cardinale Giacinto Sigismondo Gerdil, B.
- Cardinale Giulio Maria della Somaglia
- Cardinale Carlo Odescalchi, S.I.
- Cardinale Costantino Patrizi Naro
- Cardinale Lucido Maria Parocchi
- Papa Pio X
- Cardinale Gaetano De Lai
- Cardinale Raffaele Carlo Rossi, O.C.D.
- Cardinale Amleto Giovanni Cicognani
- Cardinale Salvatore Pappalardo
- Vescovo Domenico Amoroso, S.D.B.